# Nicolas Gygax
Nicolas Gygax, né le 15 février 1996, est un skieur acrobatique suisse spécialisé dans le saut.

## Palmarès

### Jeux olympiques
| Édition / Épreuve                | Individuel | Par équipes                      |
| -------------------------------- | ---------- | -------------------------------- |
| Jeux olympiques 2018 Pyeongchang | 23e        | Épreuve inexistante à cette date |
| Jeux olympiques 2022 Pékin       | 24e        | —                                |

Légende :
- — : non disputée par Nicolas Gygax.

### Championnats du monde
- Médaillé d'or en sauts par équipes lors des Championnats du monde 2019.

### Coupe du monde
- 2 podiums.